# 硝酸亚铬
硝酸亚铬是一种无机化合物，化学式为Cr(NO3)2。

## 制备
硝酸亚铬可由六羰基铬和五氧化二氮的四氯化碳溶液反应得到：
Cr(CO)6 + 3 N2O5 → Cr(NO3)2↓ + 6 CO↑ + 3 NO2↑
如果以四氧化二氮为原料，则会产生难以分离的Cr(NO3)3·N2O4。